# نصیرشهر
نصیرشهر شهری در بخش مرکزی شهرستان رباط‌کریم است. جمعیت این شهر در سال ۱۳۸۵، برابر با ۲۳٫۸۰۲ نفر بوده‌است.
در دی ماه ۱۳۹۱ بر اساس ابلاغیهٔ دولت، نام نصیرآباد به نصیر شهر تغییر کرد.
نصیر شهر از سال ۱۳۸۵ از بخش مرکزی دهستان میمنت به یکی از شهرهای تابع شهرستان رباط کریم تبدیل شد.نصیرشهر ازشمال با شهرستان شهریار، ازشرق به شهرستان بهارستان، از غرب با شهر رباط کریم و از جنوب با شهرستان ری هم مرز است.
نصیرشهر در بعضی از اقدامات جز اولین ها در منطقه می باشد. احداث دهکده سلامت و نشاط شهید سلیمانی در استان تهران بی نظیر است و بعنوان تفرجگاه و مجموعه ورزشی از امکانات و فضای مناسبی برخوردار است.
احداث بوستان جنگلی 76 هکتاری نیز یکی دیگر از فضاهای بی نظیر نصیرشهر در منطقه است که ضمن توسعه فضای سبز وپالایش هوا و جلوه منحصر به فرد ، محل تفریحی مناسبی را برای گذران ساعاتی خوش را رقم زده است.
افزایش سرانه ورزشی از دیدگان شهردار و اعای شورای اسلامی نصیرشهر دور نمانده و با احداث سالن های ورزشی فوتسال، خانه ژیمناستیک، سالن والیبال و همچنین زمین های چمن مصنوعی در پرورش استعداد های ورزشی نوجوانان گام های خوبی در سال های اخبر برداشته شده است.
با وجود سه شهرک صنعتی، نصیرشهر بعنوان قطب صنعتی در استان تهران مطرح می باشد و در حدود 20 هزار شغل پایدار را ایجاد کرده است.
در دوران دولت محمود احمدی‌نژاد شهرداری نصیرشهر بر اساس مصوبه هیئت دولت ۳۵ هزار متر زمین خود را در اختیار اداره ورزش و جوانان شهرستان رباط کریم قرار داد تا این اداره بتواند با استفاده از این زمین اقدام به احداث یک استادیوم ورزشی پنج هزار نفری کند، اما این پروژه هیچ گاه به اجرا نرسید.